# Osiedle Młodości (Chrzanów)
Osiedle Młodości – osiedle w Chrzanowie położone w jego środkowo-południowej części, o statusie jednostki pomocniczej gminy Chrzanów. Przez mieszkańców Chrzanowa ta część miasta jest powszechnie nazywana Południem (np. mieszkać na Południu = mieszkać na Osiedlu Młodości), nazwa ta przyjęła się prawdopodobnie dla kontrastu z Osiedlem Północ.
Sąsiaduje z osiedlem Kościelec od wschodu, osiedlem Rospontowa od zachodu, Śródmieściem od północy oraz osiedlem Stella od południa.
Na terenie osiedla znajduje się parafia Świętej Rodziny, szkoła podstawowa, kryty basen, biblioteka dla młodzieży, Sala Królestwa Świadków Jehowy i inne placówki publiczne.

## Historia
Budowa Osiedla Młodości rozpoczęła się w 1979 r. głównie na terenach wykupionych przez miasto od Kurii Metropolitalnej w Krakowie, zarządzanych wcześniej przez proboszcza parafii w Kościelcu (tzw. księże pola). Większość zabudowy wielorodzinnej powstała przed 1989 r. Osiedle obejmuje także tereny o zabudowie jednorodzinnej.

## Obszar osiedla
Osiedle obejmuje następujące ulice (wyróżniono ulice graniczne): Armii Krajowej (numery parzyste oraz numery nieparzyste od skrzyżowania z ul. Krawczyńskiego do ul. Pogorskiej), Brzezina, Cmentarna (od skrzyżowania z ul. Armii Krajowej do ul. Pogorskiej), Harnes, Jabłoniowa, Kalinowa, Kołłątaja, Kościelna (od skrzyżowania z ul. Armii Krajowej do ul. Pogorskiej), Krawczyńskiego, Mydlana, Oczkowskiego, Orkana, Patelskiego, Pęckowskiego, Pogorska (numery parzyste oraz numery nieparzyste od skrzyżowania z ul. Armii Krajowej do końca), Puchalskiego, Szafera, Szarych Szeregów, Urbańczyka, Witosa.